# 싱가포르의 코로나19 범유행
다음은 싱가포르에서의 코로나19 범유행에 관한 설명이다.

## 경과
1월 2일 싱가포르 보건부는 보건 주의보를 발령하고 3일부터 창이 국제공항으로 입국하는 우한발 승객들을 대상으로 체온검사를 실시한다고 밝혔다. 1월 20일, 창이 국제공항의 체온검사 대상자가 중국 전 지역 여행객으로 확대됐다. 여기에 폐렴 증상이 있고 증상 발현 전 14일 이내에 우한시를 방문한 여행객은 병원 격리조치를 실시하도록 했다. 1월 22일에는 격리조치 대상자가 중국 전 지역 여행자 중 관련 증상을 보이는 사람으로 확대되었다.
1월 22일 감염의심자 보고가 세 건 이상으로 늘어남에 따라 바이러스 방역을 위한 범부처 대책위원회가 출범했다. 보건부는 특별한 사정이 없는 한 우한시를 방문하지 말라고 권고하고, 다음날에는 여행자제 권고 지역을 후베이성 전역으로 확대하였다.
1월 23일, 싱가포르 내 최초 감염자가 확인됐다. 환자는 우한시 출신 66세 중국인 관광객으로, 아홉 명의 동행자와 함께 광저우시에서 중국남방항공 CZ351편을 타고 싱가포르에 입국, 샹그릴라 라사 센토자 리조트에 머물렀던 것으로 조사됐다. 확진 판정 직후 감염자의 접촉자를 추적하는 조사가 시작됐다. 다음날인 1월 24일에는 감염의심자가 두 명 추가되었다. 환자는 첫번째 감염자의 37세 아들과 지난 21일 항공편으로 입국한 53세 중국인 여성으로 예비검사에서 양성 판정을 받았다. 이밖에도 심층조사를 통해 밝혀진 감염의심자가 28명에 달했으며, 다음날에는 44명으로 불어났다. 이 중 13명은 테스트 결과 음성 반응이 나온 것으로 알려졌다.
1월 25일, 셍캉 종합병원에 입원해 있던 네번째 확진자가 공식 확인되었다. 우한시 출신의 36세 중국인 남성으로 빌리지 호텔 센토사에 숙박했던 것으로 알려졌다. 이틀 뒤인 1월 27일 싱가포르 보건부장관은 셀론 로드의 주택에서 머물던 우한시 출신의 56세 여성이 다섯번째 확진자로 판명되어, 싱가포르 국립전염병센터에 격리 조치됐다.
1월 28일에는 두 건의 감염사례가 추가되었다. 한 명은 지난 19일 우한시에서 넘어온 56세 남성으로 26일부터 기침 증상을 보여 창이 종합병원에서 검사를 실시한 결과 양성 반응이 나왔다. 다른 한 명은 23일 싱가포르에 입국한 35세 남성으로 이튿날부터 관련 증상이 나타나자 래플스 병원을 방문, 이후 국립전염병센터로 이송된 뒤 27일 양성 판정을 받았다. 1월 29일 싱가포르 보건부장관은 세 건의 사례가 추가로 보고되었으며 그 중 두 명은 연인 관계로 밝혀졌다. 다른 한 명은 마리나 남항의 보건감시국에서 감염 증세를 확인했다. 다음날인 1월 30일에는 확진자가 3명 추가되었으며 국립전염병센터에 전원 격리 조치됐다.

## 접촉 추적
감염된 사람들을 격리하고 TraceTogether(앱 및 토큰 모두)와 같은 접촉 추적 앱을 도입하고 밀접 접촉한 사람들을 엄격하게 격리하는 등 바이러스에 대한 집단 테스트를 위해 다양한 조치가 취해졌다. 이러한 조치는 2020년 6월 회로 차단기 잠금 조치가 끝난 후 추가 잠금을 피하는 데 도움이 되었다.

## 같이 보기
- 아시아의 코로나19 범유행